# Bogusławie
Bogusławie (Bogusław) (do 1945 niem. Birkenwalde) – część miasta Stepnica, tworząca osobne sołectwo. Położona na skraju Równiny Goleniowskiej i Doliny Dolnej Odry, w Puszczy Goleniowskiej, granicząca bezpośrednio z sołectwem Stepnica, przy drodze wojewódzkiej nr 113, prowadzącej do Goleniowa.
31 grudnia 2009 r. Bogusławie zamieszkiwało 197 osób.
Teren Bogusławia został objęty specjalnym obszarem ochrony ptaków „Puszcza Goleniowska”.
Obecnie składa się z zespołu folwarcznego z XIX wieku (rozbudowanego w wieku XX, później jako PGR) administrowanego i użytkowanego przez firmę Andreas, zajmującą się produkcją pasz dla zwierząt. Wieś tworzy nieuporządkowany układ przestrzenny, zagrody są rozproszone. Domy w większości zbudowane w wieku XX (lata 20. i czasy polskie). Znajduje się tu dwór z lat 20. XX wieku, zabytek. Podwórko folwarku jest otoczone parkiem. W południowej części wsi znajduje się, prawie niewidoczny, cmentarz żydowski z 1. połowy XIX wieku.
Położenie wsi na skraju Puszczy Goleniowskiej sprzyja turystyce pieszej, rowerowej, myślistwu i zbieraniu grzybów i jagód. Obecnie na terenie wsi zostało wydzielonych wiele działek budowlanych, co ma zachęcić do osiedlania się tutaj i prowadzenia dalszej rozbudowy Bogusławia.
W miejscowości jest przystanek kolejowy Bogusławie.